# 江苏工程职业技术学院
南通纺织职业技术学院是位于江苏省南通市的一所公办普通专科职业高校，前身为1912年张謇先生建立的中国最早独立纺织高校——南通纺织传习所。

## 历史
- 1912年，张謇先生建立南通纺织传习所。
- 1913年，更名为南通私立纺织专门学校。
- 先后成为南通大学纺织科、南通学院纺织科。
- 1952年，院系调整，前往上海组建华东纺织工学院（今东华大学）。
- 1957年，张謇先生创办的大生一厂、二厂、三厂联合原址复建南通纺织企业纺织专科学校。
- 1959年，更名南通纺织工业学校，隶属江苏省纺织工业厅。
- 1999年8月，升格为南通纺织职业技术学院。
- 2014年，更名为江苏工程职业技术学院。

## 专业设置
- 纺织系
- 机电系
- 经贸系
- 艺术系
- 信息系
- 外语系
- 染化系
- 服装系
- 体育与军事教学
- 社会科学
- 继续教育学院
- 堪培门学院
- 国际合作学院